# Malabar-Schnapper
Der Malabar-Schnapper (Lutjanus malabaricus), im deutschen Fischhandel als Roter Schnapper oder Red Snapper bezeichnet, ist ein Meeresfisch, der im Persischen Golf und im nördlichen Indischen Ozean entlang der Küste Südasiens sowie im westlichen Pazifik im Gebiet des Malaiischen Archipels, nördlich bis Südjapan, südlich bis zur Nord- und Ostküste Australiens und östlich bis Fidschi zu Hause ist. Meldungen über Vorkommen des Malabar-Schnappers an der Küste Ostafrikas beruhen wahrscheinlich auf Verwechselungen mit Lutjanus sanguineus, einem Fisch ähnlicher Erscheinung, der, wie der Malabar-Schnapper, auch im nördlichen Indischen Ozean lebt.

## Merkmale
Der Malabar-Schnapper wird für gewöhnlich einen halben Meter lang, maximal ist eine Länge von einem Meter, bei einem Gewicht von 7,9 kg, möglich. Er ist relativ hochrückig. Die Standardlänge beträgt das 2,2- bis 2,8-fache der Körperhöhe an ihrer höchsten Stelle. Das Kopfprofil ist gerade oder leicht konkav und recht steil. Der Präorbitalknochen (Knochen vor der Augenhöhle) ist viel breiter als der Augendurchmesser. Auswüchse und Gruben auf dem Vorkiemendeckel sind nur schwach entwickelt. Die Zunge ist zahnlos und glatt. Auf den unteren Abschnitten des ersten Kiemenbogen finden sich 12 bis 14 der insgesamt 18 bis 20 Kiemenreusenstrahlen. Die hinteren Abschnitte von Rücken- und Afterflosse sind abgerundet, die Schwanzflosse schließt gerade ab. Oberhalb der Seitenlinie stehen die Schuppen in schrägen, zur Rückenflosse aufsteigenden Reihen, unterhalb in Reihen parallel zur Seitenlinie.
- Flossenformel: Dorsale XI/12–14, Anale III/8–9, Pectorale 16–17.

Rücken und Seiten ausgewachsener Malabar-Schnapper sind rot oder rotorange, die unteren Bereiche sind heller. Die Flossen sind rötlich. Jungfische besitzen ein breites, schräges Band, das sich vom Oberkiefer über die Augen bis zum Beginn der Rückenflosse zieht, und über dem Schwanzflossenstiel ein auffälliges schwarzes Band, das vorn und hinten weiß begrenzt wird. Die Flanken sind mit schmalen, rötlichen Linien gemustert.

## Lebensweise
Der Malabar-Schnapper bewohnt küstennahe und küstenferne Riffe in Tiefen von 12 bis 100 Metern. Am North West Shelf vor der Küste Westaustraliens bevorzugt er Habitate, die von Gorgonien und Schwämmen bewachsen sind, in der Arafurasee Meeresregionen mit verhärteten Schlammböden. Jungfische leben eher im flachen Wasser, ausgewachsene Fische in größeren Tiefen. Der Malabar-Schnapper ist schwarmbildend und formt an den Küsten Australien gemischte Schwärme mit Lutjanus erythropterus. Er jagt vor allem in der Nacht und ernährt sich vorwiegend von kleineren Fischen, in geringerem Maß von bodenbewohnenden Krebstieren, Kopffüßern und anderen Wirbellosen. Er pflanzt sich das ganze Jahr über fort. Die Laichaktivitäten sind im Frühling und Sommer am intensivsten. Der Malabar-Schnapper wird zehn bis zwölf Jahre alt.

## Fischerei
Der Malabar-Schnapper ist ein ausgezeichneter Speisefisch. Er wird mit Langleinen und Grundschleppnetzen gefangen. In Deutschland darf nur der Malabar-Schnapper unter der Bezeichnung „Roter Schnapper“ oder „Red Snapper“ vermarktet werden, während in Amerika mit „Red Snapper“ Lutjanus campechanus gemeint ist.